# 영재의 전성시대
《영재의 전성시대》는 2005년 11월 16일부터 2006년 1월 5일까지 방영된 문화방송 수목 미니시리즈이다.
한편, 14회와 15회 방영분에서 협찬사를 연상시키는 회사명을 반복하여 방송위원회로부터 '권고' 조치를 받았다.

## 등장 인물

### 주요 인물
- 김민선 : 주영재 역 - 조명 디자이너
- 유준상 : 엄중서 역 - 시티라이트 대표
- 조동혁 : 박찬하 역 - 마이엠전구개발 기획실 팀장
- 이유리 : 주은재 역 - 애널리스트
- 최필립 : 강필립 역 - 펀드매니저

### 주변 인물
- 이지수 : 윤지 역 - 필립의 애인, 은재의 직장 후배
- 남승민 : 민정환 역 - 시티라이트 직원
- 이효춘 : 김순점 역 - 영재와 은재의 어머니
- 홍순창 : 주봉수 역 - 영재와 은재의 아버지
- 김성겸 : 엄 회장 역 - 백화점 총수, 중서의 아버지

### 그 외 인물
- 신동미
- 김응식
- 김세형
- 윤순홍
- 박미영
- 윤진영
- 염재욱
- 오협
- 김미경
- 권혁종
- 김일웅
- 조재혁

### 특별출연
- 한규희 : 모델하우스 사장 역

## 참고 사항
- 작가 김진숙은 《영재의 전성시대》이 방영되기 직전 MBC 아침드라마 〈그 여자, 정희〉로 기획되었지만 불건전한 소재로 편성을 불발된 바 있다.[2]
- 당초 주인공 이름을 영자로 했으나 같은 제목의 영화가 있어 영재로 변경한 바 있었다.[3]
- 당초 박주미가 주영재 역으로 낙점됐으나 출산 준비 등으로 고사한 바 있었다.[4]

## 결방 사유
- 2005년 12월 29일 : MBC 방송연예대상 편성으로 결방